# Eophreatoicus kershawi
Eophreatoicus kershawi is een pissebed uit de familie Amphisopidae. De wetenschappelijke naam van de soort is voor het eerst geldig gepubliceerd in 1926 door Nicholls.